# Arc de Caracalla (Djemila)
Pour les articles homonymes, voir Arc de Caracalla.
L'arc de Caracalla est un arc de triomphe érigé à Djemila, une cité antique située sur le territoire de la commune éponyme de Djemila, dans la wilaya de Sétif, en bordure de la région du Constantinois en Algérie.
Construit à l'entrée de la voie Sitifis, cet édifice livre accès à la place des Sévères.

## Historique
L'arc de triomphe fut érigé en 216, en l'honneur de l'empereur Caracalla, de sa mère Julia Domna et de son père défunt Septime Sévère.
En 1839, le duc d'Orléans, de passage à Djemila avec un corps expéditionnaire, le vit et conçut le projet de le faire transporter à Paris pour doubler l'arc de triomphe du Carrousel, en l'érigeant entre les Tuileries et la place de la Concorde avec l'inscription "L'Armée d'Afrique à la France". Après sa mort en 1842, alors que le transfert était prêt, le projet fut abandonné.

## Description
L'arc des Caracalla qui a une hauteur de 12,5 mètres, une largeur de 11,60 mètres et 3,90 mètres d'épaisseur, est un arc à une baie.
De part et d'autre de la baie centrale, deux piédestaux supportent chacun une colonne lisse dégagée à chapiteau corinthien. Les deux chapiteaux portent au sommet un entablement formé de plusieurs corniches au-dessus duquel deux colonnettes soutiennent un fronton triangulaire.
En arrière, sur les parois, des niches qui abritaient à l'origine des statues, sont creusées. Leurs parties supérieures sont terminées en cul de four. Les angles des deux parois latérales sont encadrées de pilastres dont l'extrémité supérieure porte un décor d'acanthe.
L'arc de la baie est construit en voussoirs et son tracé est parqué d'un encadrement en corniches.
Au-dessus d'une inscription dédicatoire, sur le fronton, les trois socles qui supportaient les statues des membres de la famille impériale.

## Galerie

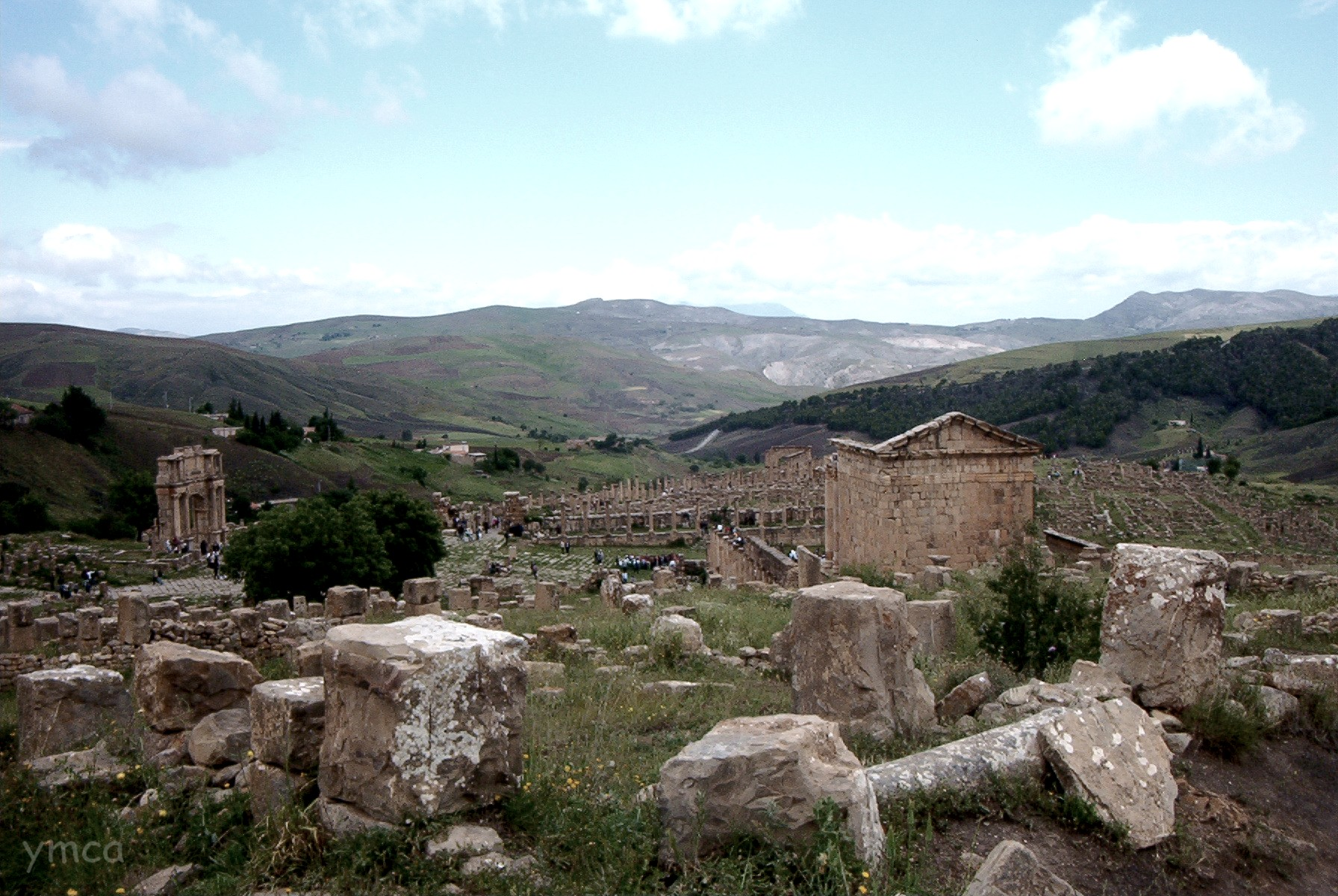
vue générale sur la place des Sévères
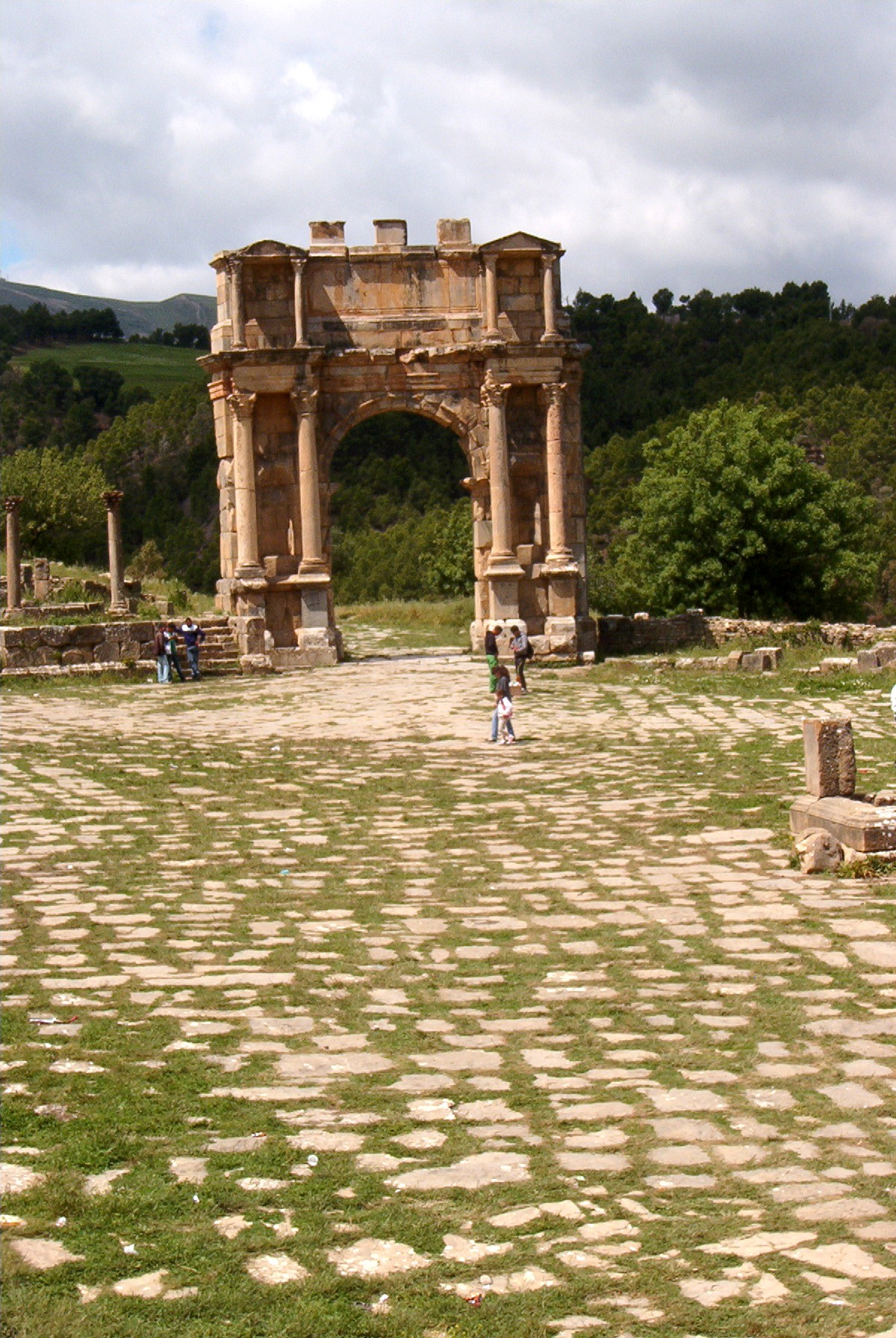
La place des Sévères et l'arc de Caracalla
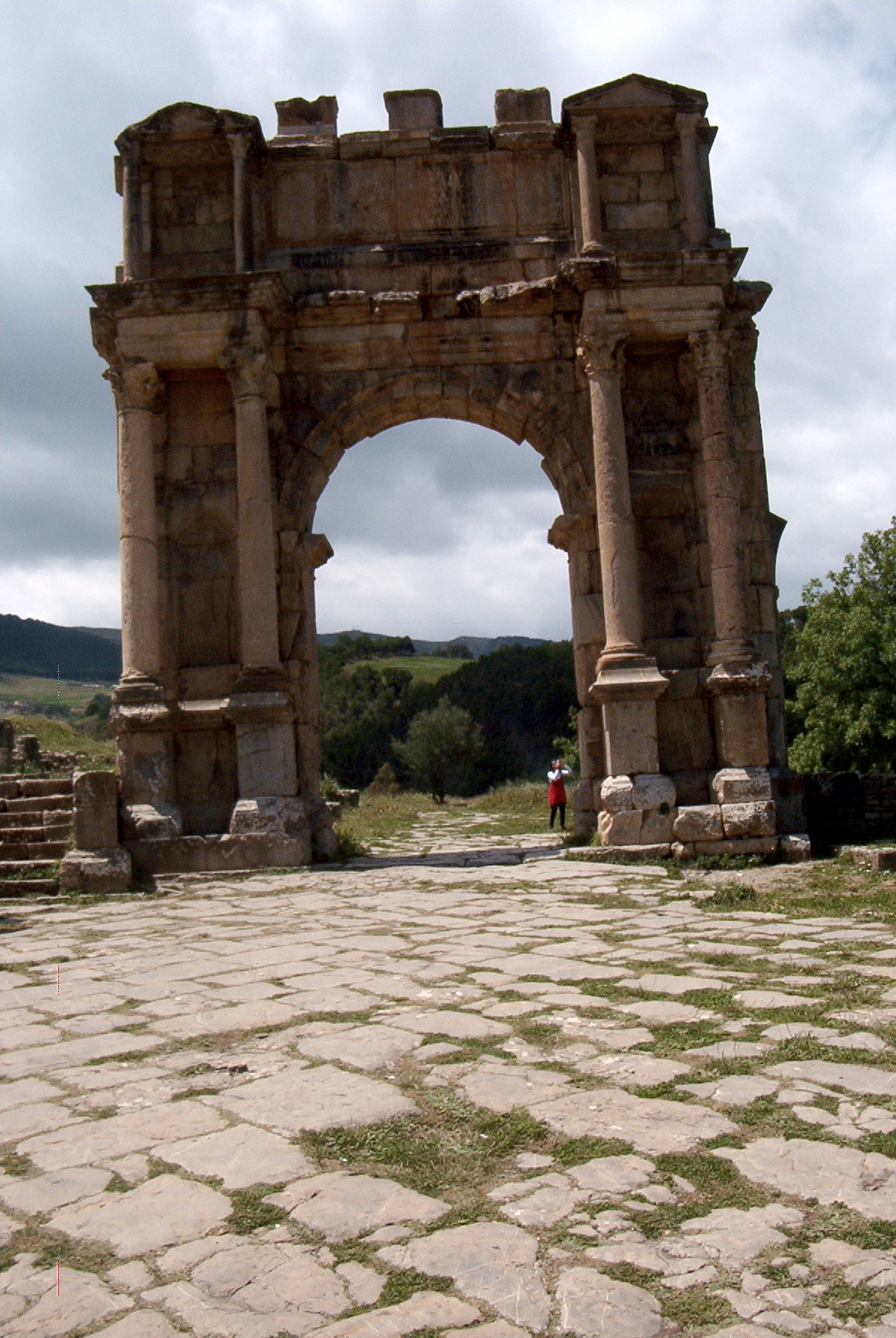
Arc de Caracalla. Vue est.
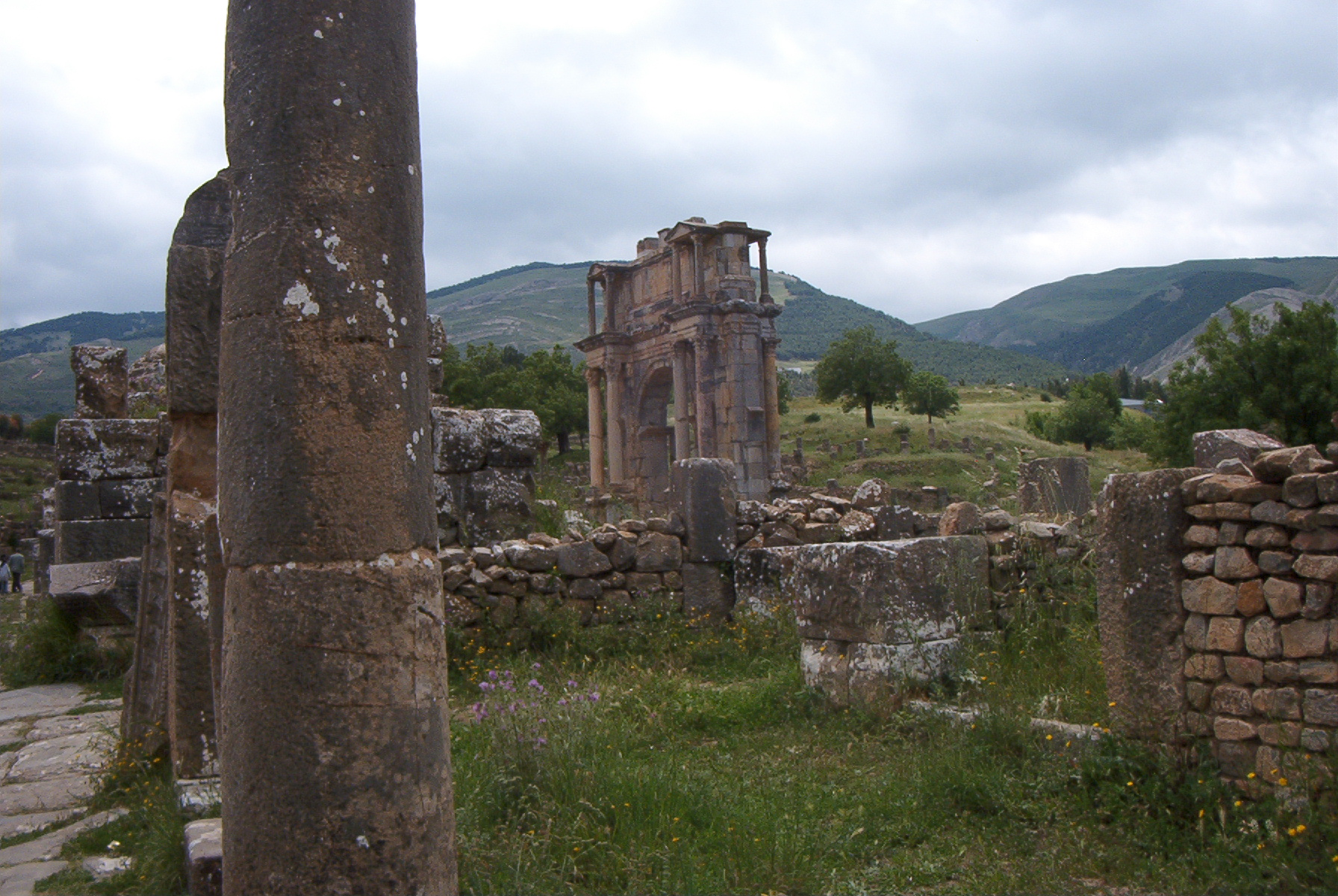
Arc de Caracalla. Vue du cardo.